# برونو بانفیم
برونو بانفیم (به انگلیسی: Bruno Bonfim) (زادهٔ ۱۸ مهٔ ۱۹۸۴) شناگر اهل برزیل است.